# 周参見町
周参見町（すさみちょう）は、和歌山県西牟婁郡にあった町。現在のすさみ町の南西部、紀勢本線・周参見駅の周辺にあたる。
本項では町制前の名称である周参見村（すさみむら）についても述べる。

## 地理
- 海洋：太平洋
- 岬：小石ノ鼻、オン崎、和深崎
- 島嶼：穂積島、白島、大島
- 山岳：双子山
- 河川：太間川、周参見川、和深川

## 歴史

### 村名の由来
海を波風が激しく吹きすさんでいたことより。

### 沿革
- 1889年（明治22年）4月1日 - 町村制の施行により、周参見浦・口和深村・和深川村の区域をもって周参見村が発足。
- 1924年（大正13年）2月11日 - 周参見村が町制施行して周参見町となる。
- 1955年（昭和30年）3月31日 - 三舞村の一部（大字太間川）を編入。同日大都河村・佐本村と合併してすさみ町が発足。同日周参見町廃止。

## 交通

### 鉄道路線
- 日本国有鉄道
  - 紀勢西線（現・紀勢本線）
    - 周参見駅

### 道路
- 国道170号（現・国道42号）